# Histoire de l'Union économique et monétaire européenne
L'histoire de l'Union économique et monétaire européenne a été envisagée depuis le XIXe siècle et mise en place progressivement à partir de la fin du XXe siècle, au sein de l'Union européenne : la zone euro et le mécanisme de taux de change européen.

## Antécédents d'union monétaire en Europe
En 1865, une première union monétaire est signée à l'initiative de Napoléon III, entre la France, la Belgique, l'Italie, et la Suisse. Plus tard, elle s'étendra à la Grèce. Le principe de cette union monétaire latine est simple : chaque monnaie conserve son nom mais chacune est définie selon la même parité en or et en argent, elles ont alors toutes la même valeur. Elles peuvent alors librement circuler d'un pays à l'autre et il est donc par exemple possible d'utiliser des francs suisses à Paris. Cette première union monétaire ne survit pas à l'inflation de l'après Première Guerre mondiale et est formellement dissoute en 1926.
En 1928, deux Français, l'ingénieur Joseph Archer et le député Philibert Besson, membres du mouvement fédéraliste européen proposent l'Europa, mais leur projet ne fut par retenu.
L'Union économique belgo-luxembourgeoise de 1922 entre la Belgique et le Luxembourg qui impose la parité entre le franc belge et le franc luxembourgeois est un autre exemple.

## Genèse au sein de l'Union européenne

### Monétaristes et économistes
Les premières propositions visant à créer une Union monétaire européenne ont été faites très tôt dans l'histoire de l'intégration européenne. Les premières propositions, faites notamment par le politicien belge Paul van Zeeland et le ministre français des Affaires étrangères Georges Bidault, remontent aux années 1940. Cependant, elles restèrent sans effet. Les premiers projets concrets ont été proposés peu de temps après la signature du traité de Rome et la création de la Communauté économique européenne (CEE) en 1957. Le traité prévoyait la création progressive d'un marché commun européen.
En 1962, la commission Hallstein a présenté les premières propositions d'union monétaire. En 1964, le « Comité des gouverneurs des banques centrales des États membres de la Communauté économique européenne » (Comité des gouverneurs) a été créé avec pour fonction de coordonner les politiques monétaires des États membres de la CEE. Cependant, l'intérêt politique pour une union monétaire était limité à cette époque, notamment parce que les accords de Bretton Woods étaient en vigueur. En outre, les États membres se sont montrés réticents à renoncer complètement à la souveraineté sur la politique monétaire. Les propositions faites par la Commission n'ont donc pas été suivies.
Les divergences d'approches des États membres sont alors apparues permettant de distinguer les « monétaristes » et les « économistes ». Alors que le premier groupe (en particulier la France) souhaitait la mise en place rapide d'une union monétaire qui aurait servi de « moteur » pour un rapprochement des politiques économiques des États, le second groupe (en particulier l'Allemagne) préconisait d'abord un rapprochement des différentes politiques économiques des États membres et percevait l'union monétaire comme la réalisation finale du processus d'harmonisation,.

### Rapport Werner et la création du serpent monétaire européen

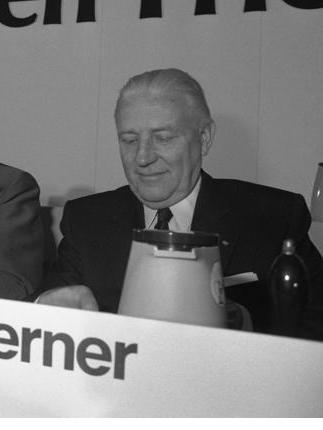
Pierre Werner (1983).

La coopération monétaire et la relative stabilité des taux de change est souvent considérée comme une condition favorable à l'essor du commerce international. Jusqu'à la fin des années 1960, elle se fait dans le cadre du système monétaire de Bretton Woods qui limite l'amplitude de la fluctuation des taux de change, mais la faillite de ce système à partir de 1968 puis la mise en place de taux de change flottants menace l'intégration économique européenne.
En février 1969, Raymond Barre, le commissaire aux Affaires économiques et financières, a suggéré la mise en place progressive d'une union monétaire. Lors du sommet de La Haye de 1969, les dirigeants des États membres de la CEE ont finalement nommé une commission présidée par le Premier ministre luxembourgeois Pierre Werner pour élaborer un projet d'union économique et monétaire. Le 8 octobre 1970, le rapport Werner proposa un modèle en trois étapes, en essayant de surmonter les différences entre les « monétaristes » et les « économistes ». Il fournit un plan d'unité monétaire européenne pour 1980. Ce plan, adopté par la Commission européenne, ne sera pas mis en œuvre, à cause de l'éclatement du système monétaire international issu de la fin de convertibilité en or du dollar américain décidée en août 1971 par les États-Unis.
En mars 1971, quelques mois avant l'effondrement du système de Bretton Woods, le Conseil de la CEE prit la décision de mettre en œuvre le Plan Werner dès 1980. Le 10 avril 1972, le serpent monétaire européen est créé par l'accord de Bâle. Ce mécanisme limitait les fluctuations de taux de change entre le deutsche Mark, le franc, le florin, la couronne danoise et le franc belge. Ainsi, une monnaie ne pouvait pas fluctuer par rapport à une autre de plus ou moins 2,25 % autour de sa parité bilatérale.
À partir des années 1980, il est apparu que les avantages de la constitution du marché commun européen étaient limités par la multiplicité des monnaies européennes. Ainsi les entreprises devaient dans leurs échanges se prémunir contre le risque de change tout en gérant des trésoreries multi-devises. D'autres aspects tels que la difficile comparaison des prix ou les politiques monétaires de dévaluations compétitives venaient fausser la concurrence entre les entreprises de nations étrangères. C'est à cause de ces entraves à une intégration optimale des marchés européens en un grand marché unique que s'est décidée à cette époque la création d'une union économique et monétaire entre certains États membres de la Communauté économique européenne (CEE).

### Système monétaire européen
En été 1977, le président de la Commission, Roy Jenkins, qui venait de prendre ses fonctions, suggéra de relancer la coordination des politiques monétaires. À l'initiative du chancelier allemand Helmut Schmidt et du président français Valéry Giscard d'Estaing, le Conseil européen du 4 et 5 décembre 1978 à Bruxelles décide d'élaborer un système monétaire européen (SME).
Le SME (système monétaire européen), qui a suivi le serpent monétaire européen en 1979, reposait sur trois principes :
- la création d'un étalon, l'ECU (european currency unit), défini sur la base d'un panier de monnaies, chacune ayant une pondération fonction de son poids économique (environ 32 % pour le deutsche mark, 20 % pour le franc, 11 % pour la livre sterling …) ;
- les banques centrales nationales doivent maintenir le taux de change de leur monnaie autour d'un taux pivot défini par rapport à l'ECU ;
- la coopération monétaire entre les banques centrales qui doivent se soutenir afin de garantir la stabilité des taux de change. Elle est aussi permise par la création du Fonds européen de coopération monétaire (FECOM) qui intervient lui aussi sur le marché des changes.

En dépit de ces difficultés, la volonté des États membres de coordonner et de faire converger leurs politiques économiques a permis de stabiliser l'inflation. En 1986, l'Acte unique, qui prévoyait l'achèvement du marché intérieur européen, soulignait une fois l'importance de renforcer la coopération économique et monétaire.

### Définition de l'Union économique et monétaire

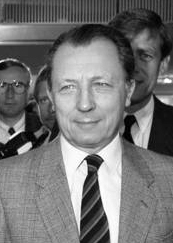
Jacques Delors (1988).

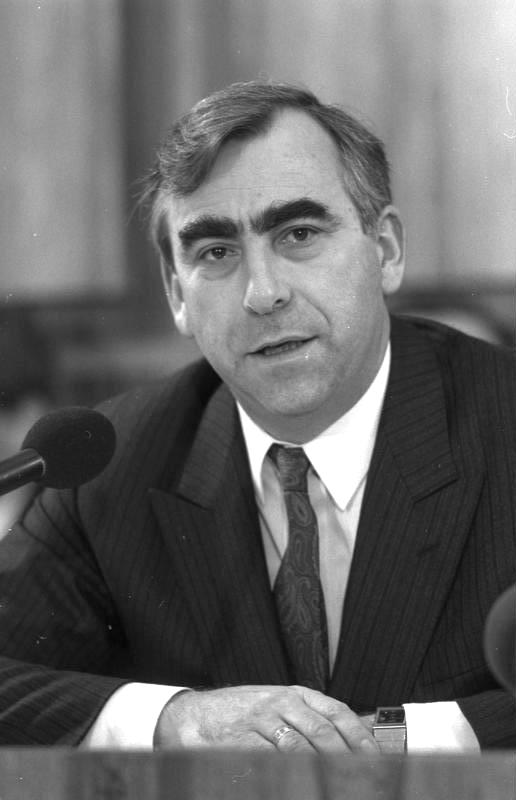
Theo Waigel (1987).

L'idée d'une union monétaire, au sein de l'Union européenne a germé progressivement. Cependant, cela restait un sujet controversé à la fin des années 1980. Alors que le président de la Commission Jacques Delors souhait relancer la mise en place d'une union économique et monétaire, les gouverneurs des Banques centrales, en particulier Karl Otto Pöhl (gouverneur de la Deutsche Bundesbank), étaient sceptiques. Ils craignaient non seulement l'insécurité économique mais aussi la perte de leur position particulière.
En juin 1988, le Conseil européen a confirmé l'objectif de la réalisation progressive de l'Union économique et monétaire, et a chargé un comité placé sous la présidence de Jacques Delors, président de la Commission européenne, d'étudier les étapes concrètes devant mener à cette union.
En avril 1989, ce comité publie le « Rapport Delors » qui pose l'objectif de l'union économique et monétaire caractérisée par la fixité définitive des taux de change puis la création d'une monnaie unique. Il proposait trois étapes successives pour réaliser l'Union économique et monétaire. Cependant, certains États étaient sceptiques. Parmi ceux-ci, l'Allemagne qui craignait qu'une monnaie commune entraîne une perte de stabilité des prix, et le Royaume-Uni, qui s'opposait à la perte de la souveraineté monétaire pour des raisons de principe. Ces deux États présentaient chacun leur monnaie comme un symbole fort de l'identité nationale. En dépit de ce scepticisme, le Conseil européen approuva le plan Delors en juin 1989.
Cette proposition débouche le 7 février 1992 sur la signature du traité de Maastricht créant l'Union européenne et précisant les conditions du futur passage à la monnaie unique. Afin de permettre une certaine harmonie nécessaire à l'union monétaire, les Européens décident de critères de convergence conditionnant pour chaque pays membre la possibilité d'intégrer l'union monétaire :
- le taux d'inflation ne doit pas excéder de plus de 1,5 % celui des trois pays membres ayant les plus faibles taux d'inflation ;
- le déficit budgétaire doit être inférieur à 3 % du PIB ;
- un endettement public inférieur à 60 % du PIB ;
- les taux d'intérêt réels à long terme ne doivent pas excéder de 2 % celui des trois pays membres ayant les plus faibles ;
- pas de dévaluation monétaire dans les deux années précédant l'intégration à l'union monétaire.

## Mise en place de l'Union économique et monétaire

### Première phase de l'UEM
S'appuyant sur le Rapport Delors, le Conseil européen a décidé, en juin 1989, que la première phase de l'Union économique et monétaire commencerait le 1er juillet 1990 - cette date devant marquer, en principe, l'abolition de toutes les restrictions aux mouvements de capitaux entre les États membres. Le Comité des gouverneurs des banques centrales des États membres de la Communauté économique européenne, qui jouait un rôle de plus en plus important dans la coopération monétaire depuis sa création en mai 1964, s'est vu confier de nouvelles responsabilités. Définies dans une Décision du Conseil du 12 mars 1990, ces missions consistaient notamment à procéder à des consultations sur les politiques monétaires des États membres et à promouvoir la coordination de celles-ci en vue de réaliser la stabilité des prix. Compte tenu du peu de temps disponible et de la complexité des tâches, c'est le Comité des gouverneurs qui a engagé les travaux préparatoires pour la troisième phase de l'Union économique et monétaire (UEM). La première étape a été consacrée au recensement des dossiers prioritaires, à la mise sur pied d'un programme de travail avant la fin de 1993 et à la définition des mandats des sous-comités et des groupes de travail créés à cette fin.
Pour réaliser les deuxième et troisième phases, il a été nécessaire de modifier le traité instituant la Communauté européenne (le « Traité de Rome ») afin de mettre en place la structure institutionnelle requise. À cette fin, une conférence intergouvernementale sur l'UEM a été convoquée. Elle s'est tenue en 1991, en même temps que la conférence intergouvernementale sur l'union politique. Les négociations ont abouti au Traité sur l'Union européenne qui a été approuvé en décembre 1991 et signé à Maastricht le 7 février 1992. Toutefois, en raison de la lenteur du processus de ratification, le Traité (qui a modifié le traité instituant la Communauté économique européenne - lequel s'appelle désormais traité instituant la Communauté européenne - et auquel étaient annexés le protocole sur les statuts du Système européen de banques centrales et de la Banque centrale européenne et le protocole sur les statuts de l'Institut monétaire européen) n'est entré en vigueur que le 1er novembre 1993.

### Deuxième phase de l'UEM
Le 1er janvier 1993, l'ouverture du marché unique inaugure la deuxième étape de l'Union économique et monétaire.
La mise en place de l'Institut monétaire européen (IME), le 1er janvier 1994, a marqué le début de la deuxième phase de l'UEM. À cette date, le Comité des gouverneurs a été dissous. L'existence temporaire de l'IME reflétait le degré d'intégration dans le domaine monétaire au sein de la Communauté. L'IME n'assumait pas la responsabilité de la conduite de la politique monétaire dans l'Union européenne - qui demeurait la prérogative des autorités nationales - et il n'était pas habilité à effectuer des interventions de change.
Les deux missions principales de l'IME consistaient à :
1. renforcer la coopération entre les banques centrales nationales et la coordination des politiques monétaires ; et à
2. assurer la préparation nécessaire à l'instauration du Système européen de banques centrales (SEBC), à la conduite de la politique monétaire unique et à la création d'une monnaie unique, lors de la troisième phase.

À cet effet, l'IME a été l'instance où ont eu lieu les consultations et les échanges de vues et d'informations sur les politiques à mettre en œuvre. En outre, il a précisé le cadre réglementaire, organisationnel et logistique dont le SEBC avait besoin pour accomplir ses missions lors de la troisième phase. (Vue d'ensemble des travaux préparatoires menés par l'IME).
En décembre 1995, le Conseil européen a décidé que le nom de l'unité monétaire européenne devant être introduite au début de la troisième phase serait « euro », et a confirmé que la troisième phase de l'UEM débuterait le 1er janvier 1999. Un calendrier du passage à l'euro a été annoncé à l'avance. Ce scénario était fondé essentiellement sur les propositions détaillées formulées par l'IME. Parallèlement, l'IME a mené les travaux préparatoires concernant les relations monétaires et de change entre la zone euro et les autres pays de l'UE. En décembre 1996, l'IME a adressé au Conseil européen un rapport qui fut la base d'une résolution du Conseil européen sur les principes et les principales caractéristiques du nouveau mécanisme de taux de change (MCE II), qui a été adoptée en juin 1997.
En décembre 1996, l'IME a également présenté au Conseil européen, puis au public, la série de maquettes des billets en euros [EN] devant être mis en circulation le 1er janvier 2002, que le Conseil de l'IME avait sélectionnée.
Afin de compléter et de préciser les dispositions du Traité relatives à l'UEM, le Conseil européen a adopté, en juin 1997, le Pacte de stabilité et de croissance - constitué par deux règlements du Conseil visant à assurer la discipline budgétaire dans le contexte de l'UEM. En mai 1998, les dispositions du Pacte ont été complétées par une Déclaration du Conseil qui a renforcé les engagements des États membres.
Le 2 mai 1998, le Conseil de l'Union européenne - réuni au niveau des chefs d'État ou de gouvernement - a décidé à l'unanimité que onze États membres (la Belgique, l'Allemagne, l'Espagne, la France, l'Irlande, l'Italie, le Luxembourg, les Pays-Bas, l'Autriche, le Portugal et la Finlande) remplissaient les conditions nécessaires pour l'adoption de la monnaie unique, le 1er janvier 1999. Ces pays étaient donc appelés à participer à la troisième phase de l'UEM. En outre, les chefs d'État ou de gouvernement sont parvenus à un accord sur les noms des personnalités devant être nommées, sur recommandation du Conseil, membres du directoire de la Banque centrale européenne (BCE).
Parallèlement, les ministres des finances des États membres adoptant la monnaie unique ont décidé, d'un commun accord avec les gouverneurs des banques centrales nationales des États membres concernés, la Commission européenne et l'IME, que les cours-pivots bilatéraux des monnaies des États membres participants en vigueur au sein du MCE serviraient à déterminer les taux de conversion irrévocables de l'euro.
Le 25 mai 1998, les gouvernements des onze États membres participants ont nommé le président, le vice-président et les quatre autres membres du directoire de la BCE [EN]. Leurs nominations, qui ont pris effet à compter du 1er juin 1998, ont marqué la mise en place de la BCE. La BCE et les banques centrales nationales des États membres participants constituent l'Eurosystème, qui formule et définit la politique monétaire unique durant la troisième phase de l'UEM.
L'instauration de la BCE, le 1er juin 1998, marquait la fin de la mission de l'IME. Conformément à l'article 123 (ex-article 109 L) du traité instituant la Communauté européenne, l'IME a été liquidé dès la création de la BCE. L'ensemble des travaux préparatoires confiés à l'IME ont été menés à bien dans les délais. Durant le second semestre de 1998, la BCE a pu tester, une dernière fois, les systèmes et les procédures.

### Troisième phase de l'UEM
- États membres de la zone euro : 20 pays (Allemagne, Autriche, Belgique, Chypre, Croatie, Espagne, Estonie, Finlande, France, Grèce, Irlande, Italie, Lettonie, Lituanie, Luxembourg, Malte, Pays-Bas, Portugal, Slovaquie, Slovénie)
- Micro-États non membres de l'UE utilisant l'euro avec l'accord de l'UE : 4 pays (Andorre, Monaco, Saint-Marin et Vatican)
- États non membres de l'UE qui ont adopté l'euro unilatéralement : 2 pays (Kosovo et Monténégro)
- États membres de l'Union européenne (UE) qui ont rejoint le MCE II : 1 pays (Bulgarie)
- État membre de l'UE faisant partie du MCE II mais qui est exempté de l'obligation de rejoindre la zone euro (Danemark).
- États membres de l'UE qui ont l'obligation  de rejoindre la zone euro : 5 pays (Hongrie, Pologne, Roumanie, Suède et Tchéquie)

En mai 1998, le Conseil de l'Union européenne en coordination avec les chefs d'État et de gouvernement décidèrent de l'implémentation de la troisième et dernière phase de l'UEM pour le 1er janvier 1999. Entrent alors en vigueur la fixation irrévocable des taux de change des monnaies des onze États membres participant dès le début à l'union monétaire et la mise en œuvre d'une politique monétaire unique sous la responsabilité de la BCE.
L'euro est introduit en 1999 dans la zone euro (pour les marchés financiers), puis en 2002 comme monnaie fiduciaire.
Le 19 juin 2000, le Conseil Européen juge que la Grèce a atteint un niveau de convergence durable et qu'elle remplit les conditions à l'introduction de l'euro. À la suite de l'accord du Conseil ECOFIN, la Grèce introduisit l'euro le 1er janvier 2001.
Le 8 mars 2006, la Slovénie produit une demande officielle en tant que nouvel État membre pour l'introduction de l'euro le 1er janvier 2007 comme monnaie nationale. Le 16 mai 2006, la Commission Européenne conseille d'intégrer la Slovénie dans la zone euro. Le 11 juillet 2006, le Conseil ECOFIN confirme finalement l'introduction de l'euro en Slovénie pour la date du 1er janvier 2007 et fixe la parité à 239,640 Tolar pour un euro.
Le 19 juin 2007, le ministre des Finances européennes autorise l'adhésion de la république de Chypre et Malte au sein de la zone euro. Ainsi, le nombre de membres de la zone euro atteint 15 pays le 1er janvier 2008, et 16 avec l'adhésion de la Slovaquie le 1er janvier 2009.
Le 17 juin 2010, l'Estonie adhère à la zone euro le 1er janvier 2011, le taux de change est définitivement fixé à 15,64666 couronnes estoniennes le 13 juillet 2010. La Lettonie, le 1er janvier 2014, puis la Lituanie le 1er janvier 2015 rejoignent également la zone euro unifiant les pays Baltes sous une seule monnaie. Le dernier état à adopter l'euro est la Croatie qui adhère à la zone euro le 1er janvier 2023.